# Tatjana Michailowna Liosnowa

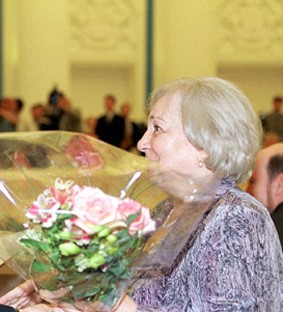
Tatjana Liosnowa (2000)

Tatjana Michailowna Liosnowa (russisch Татья́на Миха́йловна Лиознова; * 20. Juli 1924 in Moskau, Sowjetunion; † 29. September 2011 in Moskau, Russland) war eine sowjetische Filmregisseurin. Ihr Hauptwerk war der Fernsehmehrteiler Siebzehn Augenblicke des Frühlings aus dem Jahr 1973.

## Filmografie (Auswahl)
- 1961: Yevdokiya
- 1963: Eroberer der Lüfte (Im pokoryaetsya nebo)
- 1966: Rano utrom
- 1967: Begegnung mit der Zärtlichkeit (Tri topolya na Plyushchikhe)
- 1973: Siebzehn Augenblicke des Frühlings (Semnadzat mgnowenij wesny) (Fernsehmehrteiler, zwölf Folgen)
- 1982: My, nizhepodpisavshiyesya (Fernsehfilm)
- 1982: Karnaval